# گاستون پاولوویچ
گاستون پاولوویچ (انگلیسی: Gastón Pavlovich؛ زادهٔ ۱۹ ژوئن ۱۹۶۸ تهیه‌کننده فیلم اهل مکزیک است. او بنیانگذار فابریکا د سین است.